# Jean-Pierre Nicolas

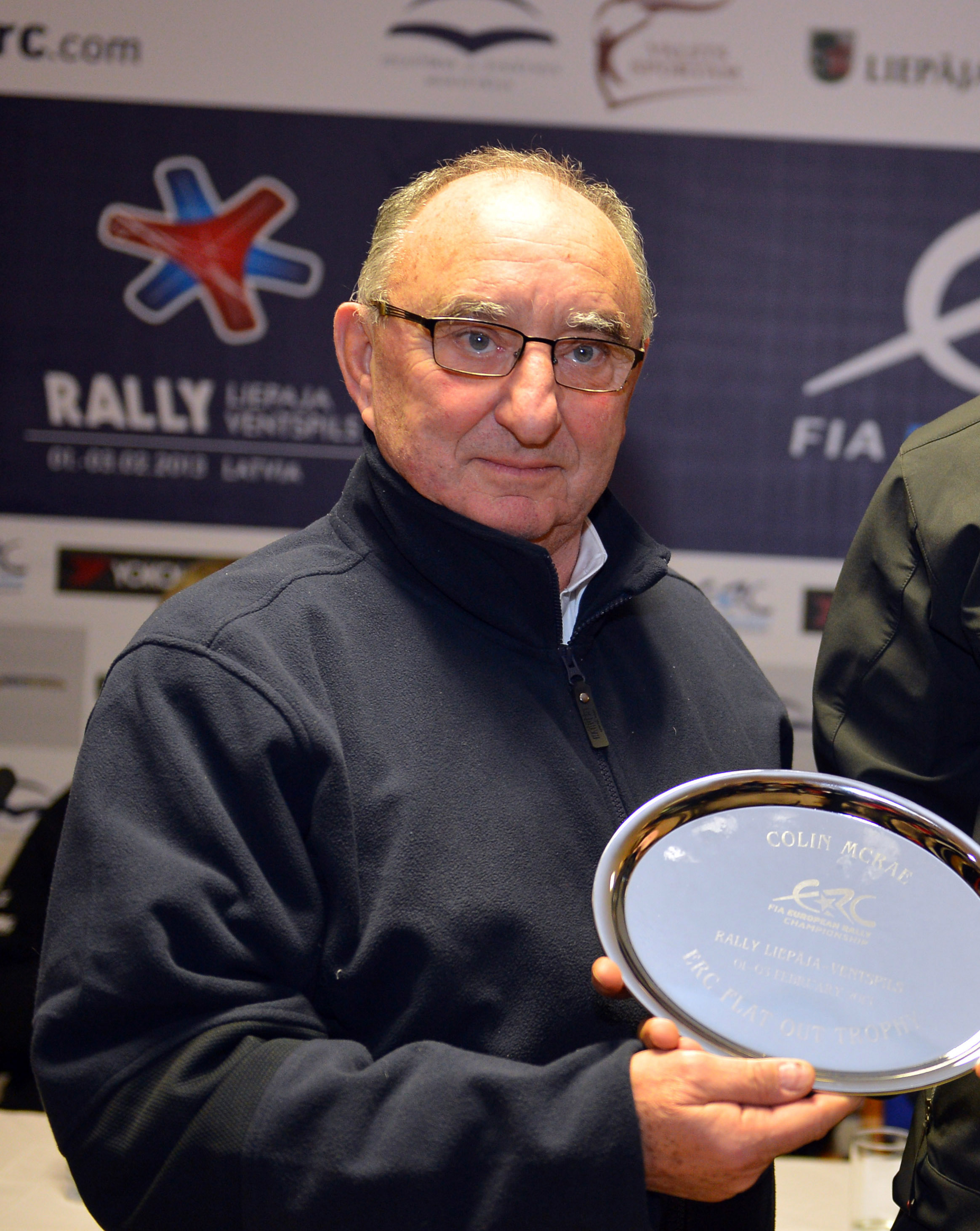
Jean-Pierre Nicolas 2014

Jean-Pierre Nicolas (* 22. Januar 1945 in Marseille) ist ein ehemaliger französischer Rallyefahrer und Teamchef des Peugeot-Rallyeteams.

## Karriere
Jean-Pierre Nicolas war in den 1970er-Jahren Werksfahrer bei Alpine und Peugeot in der Rallye-Weltmeisterschaft. Der Franzose gewann fünf Weltmeisterschaftsläufe. 1973 gewann er auf einer Alpine A110 die Tour de Corse und drei Jahre später die Marokko-Rallye auf einem Peugeot 504. Seine größten Erfolge waren die Siege bei der Rallye Monte Carlo 1978 und der East-African-Safari-Rallye im selben Jahr. Außerdem siegte er in seinem erfolgreichsten Karrierejahr noch bei der Rallye Elfenbeinküste. 1974 gewann er gemeinsam mit Gérard Larrousse die Gesamtwertung der Tour de France für Automobile. 
Nach dem Ende seiner aktiven Karriere wurde Nicolas Teamchef beim Werksteam von Peugeot. Er führte Marcus Grönholm 2000 und 2002 zu zwei Weltmeistertiteln.
Heute ist Nicolas Manager bei der Intercontinental-Rallye-Challenge.

## Statistik

### Le-Mans-Ergebnisse
| Jahr | Team                       | Fahrzeug    | Teamkollege         | Platzierung             | Ausfallgrund |
| ---- | -------------------------- | ----------- | ------------------- | ----------------------- | ------------ |
| 1968 | Société Automobiles Alpine | Alpine A210 | Jean-Claude Andruet | Rang 12 und Klassensieg |              |
| 1969 | Société Automobiles Alpine | Alpine A210 | Jean-Luc Thérier    | Ausfall                 | Defekt       |

### Einzelergebnisse in der Sportwagen-Weltmeisterschaft
| Saison | Team                | Rennwagen   | 1   | 2   | 3   | 4   | 5   | 6   | 7   | 8   | 9   | 10  | 11  | 12  | 13  |
| ------ | ------------------- | ----------- | --- | --- | --- | --- | --- | --- | --- | --- | --- | --- | --- | --- | --- |
| 1966   | Jean-Loup Pellecuer | Porsche 911 | DAY | SEB | MON | TAR | SPA | NÜR | LEM | MUG | CCE | HOK | SIM | NÜR | ZEL |
| 1966   | Jean-Loup Pellecuer | Porsche 911 | 31  |     |     |     |     |     |     |     |     |     |     |     |     |
| 1968   | Alpine              | Alpine A210 | DAY | SEB | BRH | MON | TAR | NÜR | SPA | WAT | ZEL | LEM |     |     |     |
| 1968   | Alpine              | Alpine A210 |     |     |     |     |     |     | 14  |     |     |     |     |     |     |
| 1969   | Alpine              | Alpine A210 | DAY | SEB | BRH | MON | TAR | SPA | NÜR | LEM | WAT | ZEL |     |     |     |
| 1969   | Alpine              | Alpine A210 |     |     |     |     | DNF |     |     |     |     |     |     |     |     |